# (22276) Белкин
(22276) Белкин (лат. Belkin) — типичный астероид главного пояса, открыт 21 октября 1982 года советским астрономом Людмилой Журавлёвой в Крымской астрофизической обсерватории и 19 февраля 2006 года назван в честь советского и российского художника Анатолия Белкина.

## Обнаружение и именование
(22276) Белкин
Открыт 21 октября 1982 года в Крымской астрофизической обсерватории Л. В. Журавлёвой.
Анатолий Павлович Белкин (р. 1953) — выдающийся современный российский художник. Его картины выставлены в известных российских и западных музеях и галереях.
Оригинальный текст (англ.)22276 Belkin
Discovered 1982 Oct. 21 by L. V. Zhuravleva at the Crimean Astrophysical Observatory.
Anatoly Pavlovich Belkin (b. 1953) is a prominent modern Russian painter. His pictures are shown in famous Russian and Western museums and galleries.
Источники: 20060219/MPCPages.arc; M.P.C. 55986.

## Орбита

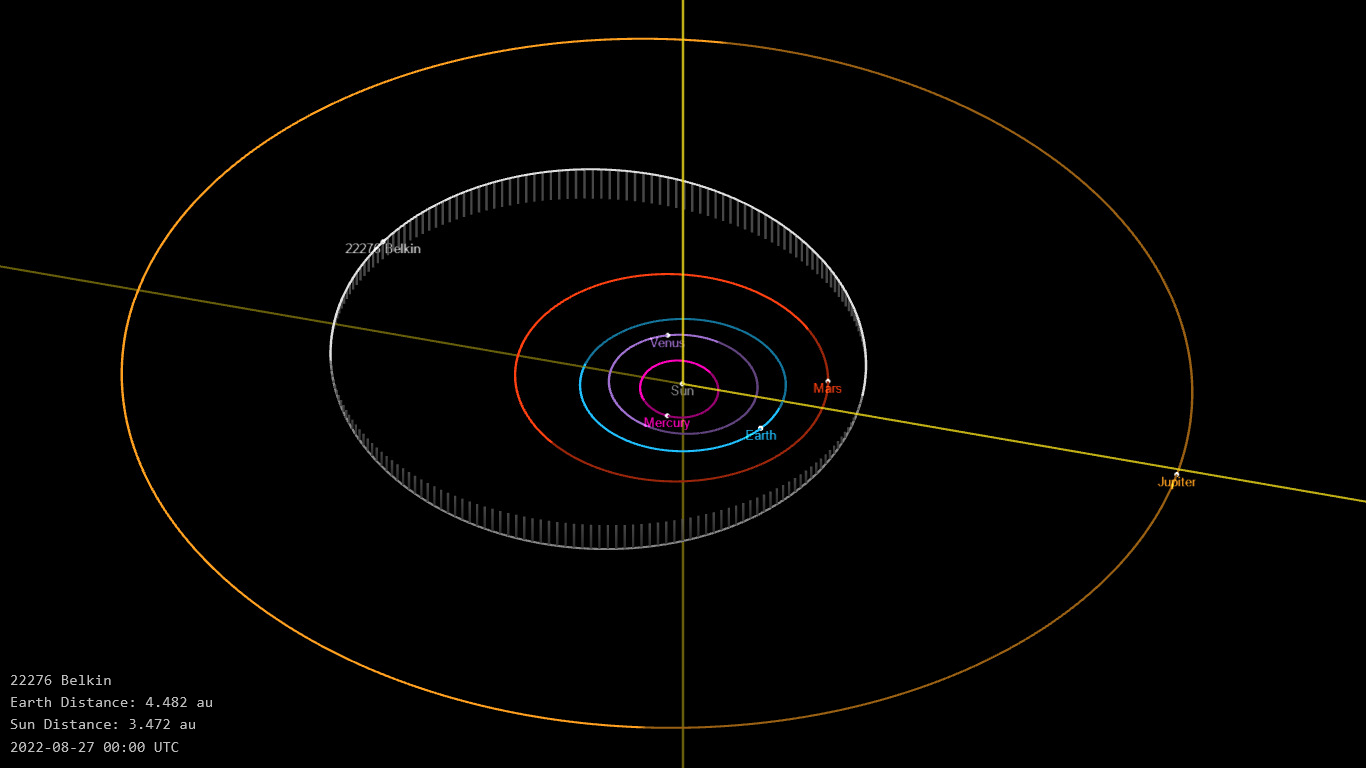
Орбита астероида Белкин и его положение в Солнечной системе

## Физические характеристики
Астероид относится к таксономическому классу SC.
По результатам наблюдений системы последнего оповещения о столкновении астероида с Землей Asteroid Terrestrial-impact Last Alert System абсолютная звёздная величина астероида оценивалась равной 14,66±0,182m и 13,83±0,126m.